# Madalena de Brandemburgo (1412–1454)
Madalena de Brandemburgo (nascida por volta de 1412 - Scharnebeck, 27 de outubro de 1454 em) foi uma Princesa de Brandemburgo de nascimento e, por matrimônio, Duquesa de Brunsvique-Luneburgo.

## Vida
Madalena era filha do Eleitor Frederico I de Brandemburgo (1371-1440) e Isabel da Baviera (1383-1442 ), filha do Duque Frederico da Baviera-Landshut. Os irmãos de Madalena foram Eleitores de Brandemburgo, um após o outro, primeiro Frederico II, e depois, Alberto III Aquiles.
Ela se casou em 3 de julho de 1429, em Tangermünde, com o Duque Frederico II de Brunsvique-Luneburgo (1418-1478). O casamento tinha sido arranjado pelo Imperador Sigismundo, como o casamento de sua irmã, Cecília, com o Duque Guilherme III de Brunsvique-Luneburgo. Os dois casais noivaram em 3 de março de 1420. Madalena trouxe um dote de 10.000 florins renanos para o casamento, pelo que Wichard von Rochow tinha levantado, e foi prometido o Castelo de Bodenteich herança à eventual viuvez de Madalena, porém, depois, ao invés disso, recebeu a cidade e o castelo de Lüchow.

## Descendência
De seu casamento, Madalena teve os seguintes filhos:
- Bernardo II (1432 - 1464), Duque de Brunsvique-Luneburgo

casou-se em 1463, com a Condessa Matilda de Holsácia-Schauenburg (morta em 1468)
- Otão V (1438/39 - 1471), Duque de Brunsvique-Luneburgo

casou-se em 1467, com a Princesa Ana de Nassau-Dillenburg (1441 - 1513)
- Margarida (1442 - 1512)

casou-se em 1452, com o Duque Henrique de Mecklemburgo-Stargard (morto em 1466)